# Gilda (cantora)
Miriam Alejandra Bianchi (11 de outubro de 1961 - 7 de setembro de 1996), conhecida pelo nome artístico de Gilda (pronúncia espanhola: [ˈʃil.da]) foi uma cantora e compositora argentina do estilo musical cumbia.

## Biografia

### Carreira
Seu nome artístico foi escolhido em homenagem à personagem tipo femme fatale interpretada por Rita Hayworth no filme epônimo Gilda. Ela começou a se envolver com música enquanto organizava festivais em uma escola católica.
Depois de conhecer o músico e agente Juan Carlos "Toti" Giménez, Gilda tornou-se backing vocal, ingressando na banda La Barra e logo depois no grupo Crema Americana. Em 1993, Toti a convenceu a iniciar uma carreira solo, gravando De corazón a corazón ("De coração a coração") após assinar com o selo local Magenta. No ano seguinte, estreou o álbum La única ("A única") com os sucessos Corazón herido ("Coração partido") e La puerta ("A porta").
Em 1995, Pasito a pasito ("De passinho em passinho") foi lançado, incluindo o hit (e uma de suas canções mais populares) No me arrepiento de este amor ("Eu não me arrependo deste amor").

### Morte
Gilda morreu em 7 de setembro de 1996, em um trágico acidente durante uma turnê pelo país para promover seu último e mais bem sucedido álbum, Corazón valiente ("Coração valente"). Junto com ela, sua mãe, sua filha, três de seus músicos e o motorista do ônibus morreram quando um caminhão cruzou o canteiro central da estrada e bateu de frente com seu ônibus de turismo no km 129 da Rodovia Nacional 12, na Província de Entre Ríos.

### Legado
Pouco depois de sua morte, seus fãs começaram a creditar milagres a ela, alguns até a chamando de santa. No dia de seu aniversário, os fãs costumam ir ao seu santuário no local do acidente e deixar velas azuis, flores, presentes e outras oferendas.
Na época de sua morte, Gilda estava trabalhando em um novo álbum, mas tinha gravado apenas cinco músicas, que foram adicionadas ao disco póstumo de 1997 chamado Entre el cielo y la tierra ("Entre o céu e a terra"). Também foi incluída uma de suas canções de maior sucesso: Se me ha perdido un corazón ("Perdi um coração"), além de duas músicas ao vivo e algumas de outros cantores tropicais. Em 1999, foi lançado o álbum Las alas del alma ("As asas da alma"), contendo material inédito e demos. Entre suas canções mais conhecidas estão Fuiste ("Você foi"), No me arrepiento de este amor e No es mi despedida ("Não é minha despedida").
Algumas de suas músicas foram reeditadas após sua morte, notavelmente a versão de No me arrepiento de este amor da banda Attaque 77.

## Discografia

### Álbuns de estúdio
1. 1992 - De corazón a corazón - Disgal S.A.
2. 1993 - La única - Clan Music
3. 1994 - Pasito a pasito con. . . Gilda (CD) - Clan Music
4. 1995 - Pasito a pasito con. . . Gilda (LP) - Santa Fe Records
5. 1995 - Corazón valiente (discos de ouro e diamante na Argentina) - Leader Music
6. 1996 - Si hay alguien en tu vida - Magenta Discos
7. 1997 - Entre el cielo y la tierra (póstumo) - Leader Music

### Outros álbuns
1. 1997 - 17 Grandes éxitos y remixes - Por siempre Gilda - Universal Music Group
2. 1997 - Un sueño hecho realidad - Magenta Discos
3. 1998 - Por siempre Gilda 2 - Grandes Exitos y Remixados - Universal Music Group
4. 1999 - Cuando canta el corazón - Universal Music Group
5. 1999 - Las alas del alma - Leader Music
6. 1999 - Un sueño hecho realidad 2 - Temas inéditos - Magenta Discos
7. 1999 - Gildance - Músicavisión
8. 1999 - El álbum de oro - Universal Music Group
9. 2000 - Desde el alma [Grandes éxitos] - Universal Music Group
10. 2004 - Colección furia tropical - Warner Bros.
11. 2005 - Colección de oro Vol 1 - Magenta Discos
12. 2005 - Colección de oro Vol 2 - Magenta Discos
13. 2006 - Megamix (24 Hits) - Leader Music
14. 2007 - La única - Leader Music
15. 2008 - La más grande - Magenta Discos
16. 2011 - Un amor verdadero (DVD) - Leader Music
17. 2011 - 20 grandes éxitos - Leader Music
18. 2011 - No me arrepiento de este amor - Leader Music
19. 2014 - Grandes éxitos - Magenta Discos

## Na mídia
Em 2012, o Grupo Editorial Planeta publicou Gilda, la abanderada de la bailanta (sua única biografia autorizada), do jornalista Alejandro Margulis.
Em 2015, a peça Gilda estreou em Buenos Aires, com Florencia Berthold no papel principal e direção de Iván Espeche.
Gilda, um filme biográfico sobre sua vida e carreira foi lançado em 15 de setembro de 2016, no aniversário de 20 anos de sua morte, estrelando Natalia Oreiro como Gilda, assim como vários músicos de sua banda original.